# Certamen Ciceronianum Arpinas
El Certamen Ciceronianum es un concurso de traducción en lengua latina. Realizado todos los años desde 1980. En él participan alumnos de varios países, como Austria, Bélgica, Bulgaria, Croacia, Francia, Alemania, Inglaterra, Luxemburgo, Macedonia, Montenegro, Países Bajos, Polonia, Rumanía, Serbia, Suiza, Hungría y España.

## Estructura
El concurso tiene dos partes, una nacional y otra internacional. La primera, de cuatro horas de duración, consiste en la traducción de un pasaje de Marco Tulio Cicerón y comentario literario-filosófico que contemple los siguientes aspectos: a) características de la obra a la que pertenece dentro de la obra de Cicerón, b) estructura interna, y c) glosa y comentario del contenido en relación con el pensamiento y obra de Cicerón.
Este examen se realiza a la misma hora en todas las delegaciones provinciales y una vez corregidos los ejercicios, el mejor de cada Delegación es enviado a Madrid, donde se eligen los ganadores. Estos deben viajar después, junto con sus profesores, a Arpino (Italia) para realizar la segunda fase del certamen, en la que participará en otro concurso de traducción (esta vez de 6 horas de duración) con los mejores alumnos de los distintos países europeos. Además disfrutará de una experiencia única, conviviendo con estudiantes de todos los lugares de Europa. Esta última fase del certamen se realiza en el mes de mayo en Arpino, que es la patria de Cicerón, el autor en honor del cual se realiza anualmente este concurso.

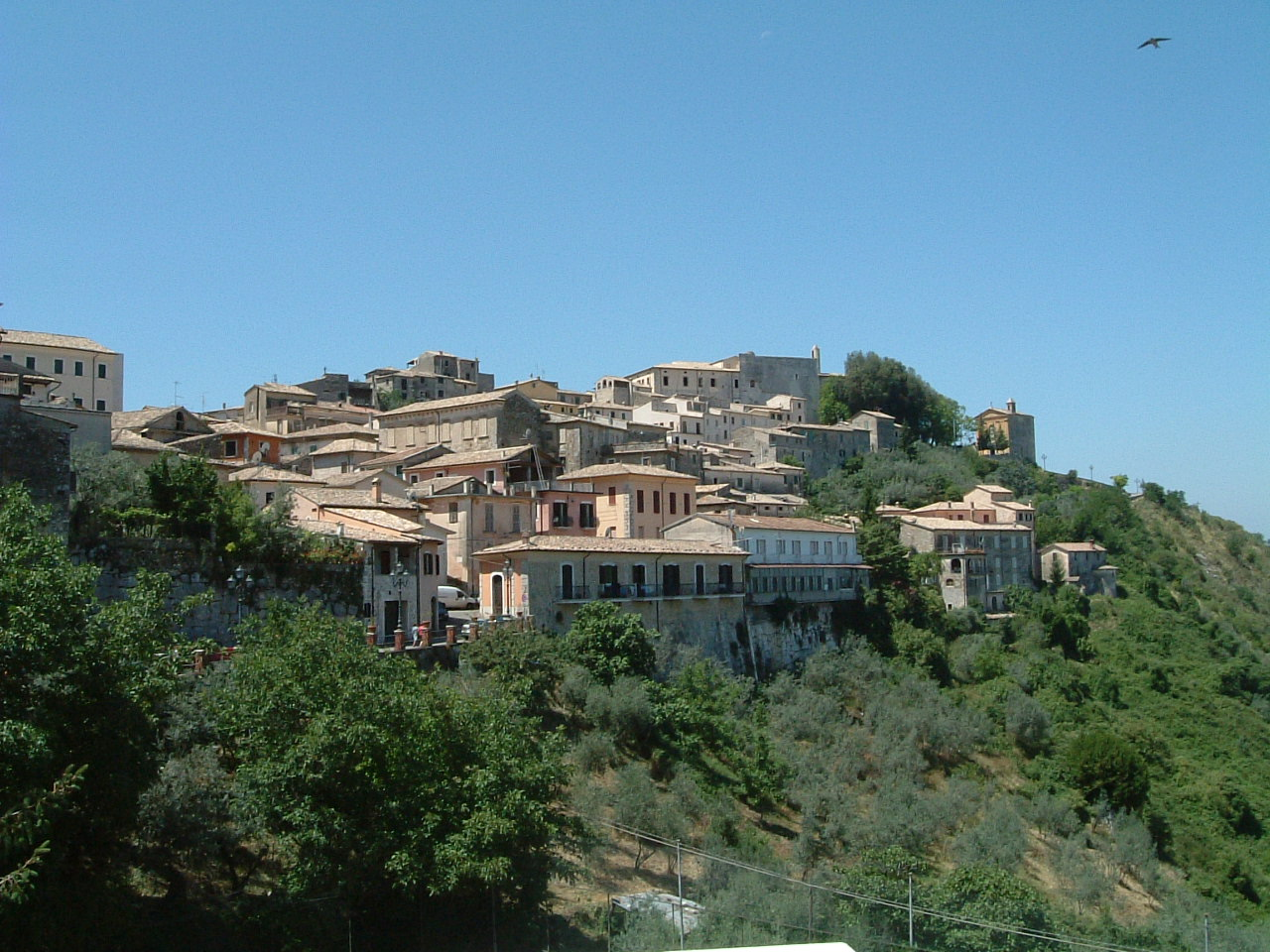
Panorama de Arpino

Los gastos del viaje a Arpino corren por cuenta de la organización del certamen, y el viaje dura varios días, por lo que no sólo se va a Italia para hacer el examen, sino también para conocer más la villa de uno de los mejores oradores romanos, así como para disfrutar de los rincones de interés histórico, artístico y cultural. No todos los participantes tienen el mismo conocimiento del latín: los italianos, por ejemplo, dan 7 años antes de asistir al concurso, los alemanes, 5 y los españoles, casi 2, por lo que las desigualdades son evidentes. Todos los que superan la prueba reciben un certificado avalado por la Sociedad Española de Estudios Clásicos (SEEC).

## Ganadores de la fase nacional
- 1998. Carlos García Marcos. Sección de Valladolid.
- 2002. Héctor Cabanela Domínguez. Sección de Galicia.
- 2003. Rubén Molina Martínez. Sección de Murcia.
- 2004. María Valeria Torre Cuervo. Sección de Asturias y Cantabria.
- 2006. Teresa Hernández López. Sección de Valladolid.
- 2007. Marina Cervelló. Sección de Valencia y Castellón.
- 2011. José Francisco Ramos Abril. Sección de Extremadura.
- 2012. María Cañizares López. Sección de Alicante.
- 2013. Adrián Rioja Herrero. Sección de Valladolid.
- 2014. Alfonso Zúnica García. Sección de Murcia.

## Resultados en Arpino
- 1998 Mención honorífica para Carlo Alberto Perez Oca de Fuente Burgos.
- 2009 Mención honorífica para Ana Rodríguez Díaz de Santa Marta de Tormes.
- 2012 Mención honorífica para Rodrigo Conesa Campos de León.
- 2014 Quinto puesto para Alfonso Zúnica García de Murcia.